# Ілляшевич Степан Костянтинович
Степан Костянтинович Ілляше́вич (нар. 1854 — пом. 10 грудня 1899, Алушта) — російський оперний співак (бас).

## Біографія
Народився у 1854 році на території сучасної України. Навчавсяв духовній семінарії і Петербурзькому університеті; впродовж 1879—1882 років — в Петербурзькій консерваторії.
З 1883 року виступав на оперних сценах Астрахані, у 1884—1886 роках — Казані, у 1885 році — Саратова і Нижнього Новгорода, у 1892 році — Москви (російське Оперне товариство під управлінням Іполита Прянишникова), Санкт-Петербурга (антреприза В. Любимова), у 1893—1894 роках — Києва, у 1897—1898 роках — Кам'янця-Подільського, у 1898—1899 роках — Пермі. Гастролював в Турині, Модені, Мілані в операх «Міньйон» і «Африканка». Помер в Алушті 28 листопада [10 грудня] 1899 року.

## Творчість
партії
- Іван Сусанін («Життя за царя» Михайла Глінки);
- Мельник («Русалка» Олександра Даргомижського);
- Гремін («Євгеній Онєгін» Петра Чайковського);
- Вазіліо («Севільський цирульник» Джоаккіно Россіні);
- Варлаам, Еремко, Мефістофель («Фауст» Шарля Гуно);
- Кардинал («Жидівка» Фроманталя Галеві);
- Петро, Єрьомка («Вража сила» Олександра Сєрова).

З великою майстерністю виконував українські народні пісні.